# Velma Bronn Johnston
Velma Bronn Johnston (5 mars 1912 - 27 juin 1977), également connue sous le nom de Wild Horse Annie, est une militante des droits des animaux. Elle mène une campagne contre l'abattage des mustangs et des ânes sauvages sur les terres publiques des États-Unis. Elle contribue à l'adoption de lois contre l'utilisation des véhicules aériens et terrestres pour capturer les chevaux et les ânes sauvages et les mettre à mort. 

## Biographie
Velma Bronn Johnston est née dans le comté de Washoe dans le Nevada, de Joseph Bronn et de son épouse Gertrude Clay. Elle grandit dans le « Lazy Heart Ranch » qui appartient à sa famille. En 1923, elle contracte la polio et vit confinée pendant six mois. Elle épouse Charles Johnston et ils prennent en charge l'exploitation du ranch en le transformant en « Double Lazy Heart Ranch », pour les enfants. Le nom du ranch est modifié de manière à inclure Charles dans l'entreprise familiale. Johnston a également travaillé comme secrétaire pour une compagnie d'assurance.
Velma Bronn Johnston s'implique dans une campagne pour sauver les chevaux sauvages après une expérience dans le cadre de son travail, en 1950. En suivant un camion chargé de chevaux sur le chemin de l'abattoir, elle voit du sang dégouliner de l'arrière du véhicule surchargé. Cela la pousse à réaliser une enquête plus approfondie et à la divulguer au public. Elle recueille des preuves et communique auprès d'éleveurs, d'hommes d'affaires, de politiciens et dans les écoles, concernant les méthodes et le traitement des chevaux sauvages et des ânes. À son initiative, le sénateur de l'État du Nevada James Slattery adopte une loi qui rend les rafles de mustangs par les avions et les voitures illégaux sur une propriété privée. La limitation à la propriété privée est une condition du Bureau of Land Management. Une grande partie du Nevada étant ainsi exclue du projet de loi, Johnston continue à se battre pour une meilleure protection des mustangs.
Le 8 septembre 1959, sa campagne permet la ratification de la loi publique 86-234 qui interdit aux véhicules aériens et terrestres de chasser et capturer les chevaux sauvages sur les terres de l'État. Cette loi est connue sous le nom de « Loi de Wild Horse Annie ». Johnston continue toujours sa campagne et, en 1971, le 92e Congrès des États-Unis adopte à l'unanimité le Wild and free-roaming horses and burros act de 1971. Il est signé par le président Richard Nixon le 15 décembre 1971. Cet acte interdit la capture, des blessures ou la perturbation des chevaux sauvages et des ânes, autorisant seulement leur transfert vers des zones appropriées lorsque les populations sont devenues trop importantes.
En 1959, Johnston est présentée dans le magazine Time.
Elle meurt à soixante-cinq ans d'un cancer à Reno, au Nevada, le 27 juin 1977. Elle est enterrée aux côtés de ses parents, mari et son frère dans le cimetière Mountain View à Reno.